# Mydas maculiventris
Mydas maculiventris är en tvåvingeart som först beskrevs av John Obadiah Westwood 1835.  Mydas maculiventris ingår i släktet Mydas och familjen Mydidae. Inga underarter finns listade i Catalogue of Life.